# John Lee Hancock
John Lee Hancock Jr., född 15 december 1956 i Longview i Texas, är en amerikansk filmskapare. Han är mest känd för att ha regisserat filmerna The Rookie från 2002, The Alamo från 2004, The Blind Side från 2009, Saving Mr. Banks från 2013, The Founder från 2016, The Highwaymen från 2019, The Little Things från 2021 och Mr. Harrigans telefon från 2022. Han har också skrivit manus till filmen A Perfect World från 1993.

## Filmografi
- 1993 – A Perfect World (manusförfattare)
- 1997 – Midnatt i ondskans och godhetens trädgård (manusförfattare)
- 2000 – Min hund Skip (producent)
- 2002 – The Rookie (regissör)
- 2004 – The Alamo (regissör och manusförfattare)
- 2009 – The Blind Side (regissör och manusförfattare)
- 2012 – Snow White and the Huntsman (manusförfattare)
- 2013 – Saving Mr. Banks (regissör)
- 2016 – The Founder (regissör)
- 2019 – The Highwaymen (regissör och exekutiv producent)
- 2021 – The Little Things (regissör, manusförfattare och producent)
- 2022 – Mr. Harrigans telefon (regissör och manusförfattare)

### Okrediterade skrivroller
- 2001 – Spy Game
- 2003 – Bad Boys II
- 2004 – King Arthur
- 2009 – G.I. Joe: The Rise of Cobra
- 2012 – Safe House
- 2014 – Maleficent
- 2016 – The Magnificent Seven
- 2021 – Chaos Walking
- 2021 – Infinite